# Metropolia Sorocaba
Metropolia Sorocaba – metropolia Kościoła rzymskokatolickiego w Brazylii. Składa się z metropolitalnej archidiecezji Sorocaba i czterech diecezji. Została erygowana 29 kwietnia 1992 konstytucją apostolską Brasilienses fideles papieża Jana Pawła II. Od 2016 godność arcybiskupa metropolity sprawuje abp Júlio Endi Akamine.
W skład metropolii wchodzą:
- Archidiecezja Sorocaba
  - Diecezja Itapetininga
  - Diecezja Itapeva
  - Diecezja Jundiaí
  - Diecezja Registro

Prowincja kościelna Sorocaba wraz z metropoliami Aparecida, Botucatu, Campinas, São Paulo i Ribeirão Preto tworzą region kościelny Południe 1 (Regional Sul 1), zwany też regionem São Paulo.

## Metropolici
- José Lambert Filho (1992 – 2005)
- Eduardo Benes de Sales Rodrigues (2005 – 2016)
- Júlio Endi Akamine (2016  – 2025)